# Cantón de Saint-Pierre-sur-Dives
El cantón de Saint-Pierre-sur-Dives era una división administrativa francesa, que estaba situada en el departamento de Calvados y la región de Baja Normandía.

## Composición
El cantón estaba formado por trece comunas:
- Boissey
- Bretteville-sur-Dives
- Hiéville
- L'Oudon
- Mittois
- Montviette
- Ouville-la-Bien-Tournée
- Sainte-Marguerite-de-Viette
- Saint-Georges-en-Auge
- Saint-Pierre-sur-Dives
- Thiéville
- Vaudeloges
- Vieux-Pont-en-Auge

## Supresión del cantón de Saint-Pierre-sur-Dives
En aplicación del Decreto n.º 2014-160 de 17 de febrero de 2014, el cantón de Saint-Pierre-sur-Dives fue suprimido el 22 de marzo de 2015 y sus 13 comunas pasaron a formar parte del nuevo cantón de Livarot.